# Dallah (cafetière)
Un dallah (en arabe : دلة) est une cafetière arabe traditionnelle utilisée pour préparer et servir le café de la péninsule arabique ou du golfe Persique. De par son association intime avec le rituel du café, le dallah est un objet identitaire fort pour les populations arabes et du golfe, lesquelles en font l'allégorie de leur tradition d'hospitalité.

## L'objet

### Histoire
Les origines du dallah ne sont pas connues avec certitude. Il est probable qu'il apparaisse au cours du XVIe siècle, lorsque le café se diffuse dans l'Empire ottoman, bien que sa forme si spécifique puisse n'apparaitre qu'au milieu du XVIIe siècle. En tout état de cause, le dallah est postérieur au cezve turc et plus encore à la jebena éthiopienne.

### Fonction
Le dallah est indissociable du café arabe. Celui-ci relève de la tradition d'hospitalité des populations arabes et du golfe, bien qu'il soit également associé aux événements festifs comme les noces. Il s'agit de la première boisson servie aux invités, accueillis par la proposition « entrez prendre un café », indépendamment des autres mets et boissons proposés. Tout manquement au rituel attaché au service du café, ou toute réticence à en proposer, peut-être perçu comme un manque de respect vis-à-vis de l'invité. Le dallah, étroitement associé à ce moment, est donc emblématique de l'identité des populations arabes et du golfe : il est exposé avec fierté dans les foyers comme symbole de leur hospitalité. Le café arabe — et avec lui le dallah — est reconnu au titre du patrimoine culturel immatériel de l'Arabie saoudite, des Émirats arabes unis, d'Oman et du Qatar depuis 2015. 
Les cafetières traditionnelles sont nommés en fonction de leur taille. Les cheikhs et les marchands les plus riches en utilisaient trois, préparant le café dans un dallah de cinq gallons appelé khumra, le transvasant dans une dallah al-logmah de taille moyenne, puis le servant dans une plus petite dallah al-mzal. Les résidus des épices restaient dans les grands pots et on ne servait que du café homogène,. 

### Esthétique et fabrication
Le dallah a une forme distinctive, avec un corps bulbeux qui se rétrécit à la taille et s'évase vers le haut, recouvert d'un couvercle en forme de flèche surmonté d'un grand fleuron et maintenu par une poignée sinueuse. La caractéristique la plus distinctive est son long bec en forme de croissant. Il peut être recouvert d'un rabat en métal pour garder le café au chaud, mais traditionnellement, il est ouvert pour voir le café lorsqu'il est versé.
Un dallah peut être fait de laiton, d'acier, d'argent et même d'or 24 carats pour les plus grandes occasions ou ceux utilisés par les familles royales de la péninsule. Il existe quatre motifs traditionnels : un tourbillon, un diamant, une fleur à l'intérieur d'un carré et un motif basé sur la gousse de cardamome. 
La fabrication artisanale tant à disparaitre dans les pays du Golfe au profit d'importations du Pakistan ou du Maroc.

### Iconographie
Un dallah orne les pièces d'un dirham des Émirats arabes unis et agrémente fréquemment un certain nombre de lieux urbains (corniches ou ronds-points). C'est en outre un objet incontournable des boutiques de souvenirs et des souks, comme un symbole de la vie dans la péninsule arabe.  